# تامی پل

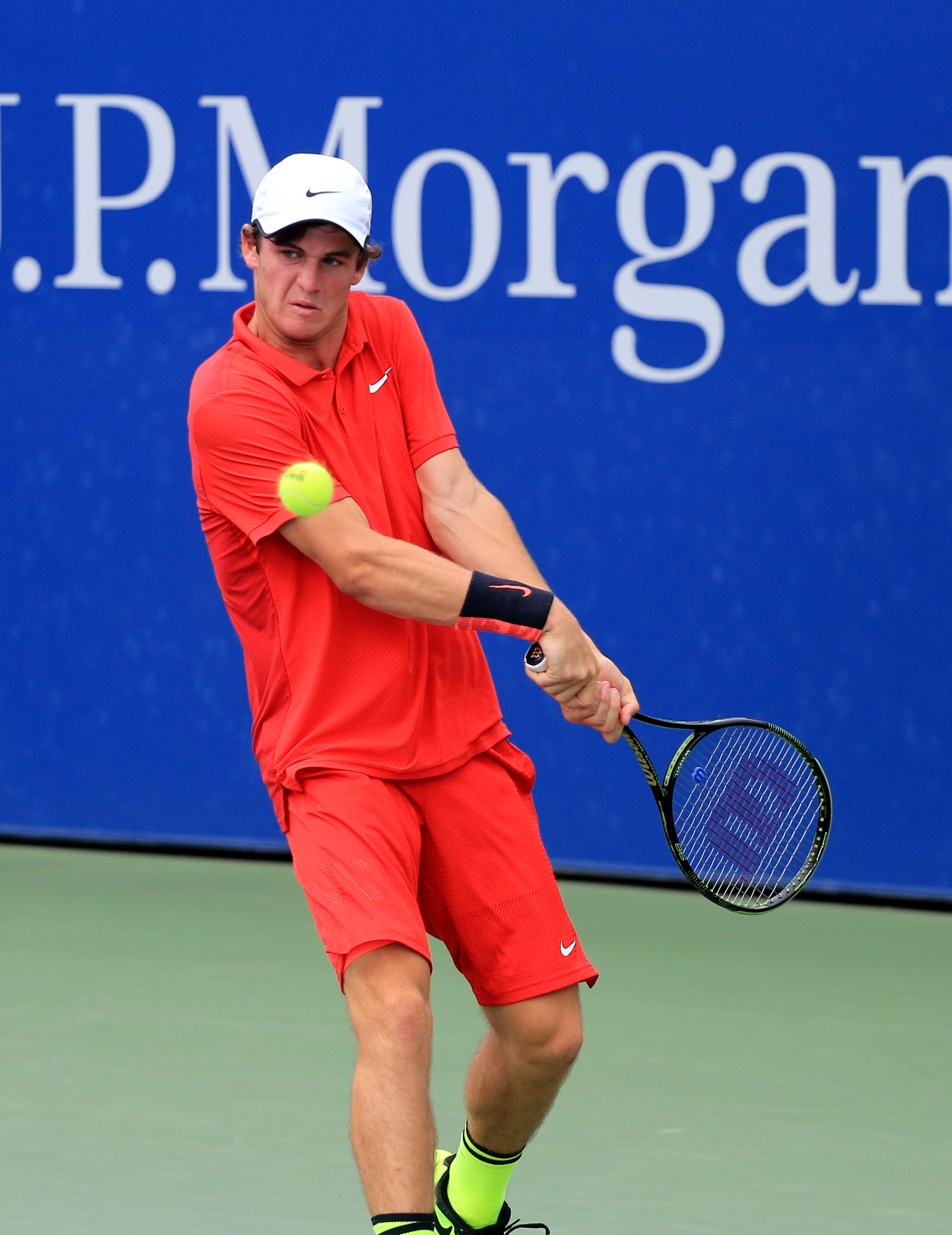
تامی پل در تنیس اوپن ایالات متحده - ۲۰۱۵

تامی پل (انگلیسی: Tommy Paul؛ زادهٔ ۱۷ مهٔ ۱۹۹۷) تنیس‌باز اهل ایالات متحده آمریکا است.